# 月桔棒粉蝨
月桔棒粉蝨（学名：Aleuroclava murrayae）为粉蝨科棒粉蝨屬下的一个种。